# (4818) Elgar
(4818) Elgar – planetoida z grupy pasa głównego asteroid okrążająca Słońce w ciągu 3,41 lat w średniej odległości 2,26 j.a. Odkrył ją Edward Bowell 1 marca 1984 roku. Nazwa planetoidy pochodzi od sir Edwarda Elgara (1857–1934) – brytyjskiego kompozytora.